# Ли Эверетт
Ли Эверетт (англ. Lee Everett) — главный герой видеоигры The Walking Dead: The Game от Telltale Games. Он также упоминался или был во флешбэках в других играх серии. Ли, который защищает девочку по имени Клементина в разгар зомби-апокалипсиса, вступает в союз с несколькими другими персонажами и группами. Создавая Ли, разработчики пытались добиться реализма, уделяя особое внимание тому, чтобы он был родительской фигурой для Клементины. Его озвучивает Дэйв Фенной. Ли получил положительные отзывы от критиков за свою роль в игре. Фенной был номинирован на «Лучшую мужскую роль» в Spike VGA.

## Появления

### The Walking Dead: The Game
До событий игры — Ли, уроженец Мейкона, был профессором истории в Университете Джорджии. Однажды на работе он заболел и, вернувшись домой, обнаружил, что его жена изменяет ему с сенатором. После ссоры с женой в приступе ярости Ли убил любовника. Впоследствии он был осуждён за это. Его преступление также отдалило его от родителей и брата. Затем Ли был приговорён к пожизненному заключению за убийство сенатора.
Зомби-апокалипсис начался, когда Ли везли в тюрьму. Пока он разговаривал с офицером, сопровождавшим его, полицейская машина врезалась в зомби. Ли удалось сбежать от офицера, который напал на него после того, как превратился в ходячего мертвеца. Он начинает осознавать весь ужас того, что происходит. Ли укрывается в соседнем пригородном доме, там он находит юную Клементину, которой пришлось в одиночку прятаться от зомби, так как её родители уехали в Саванну незадолго до апокалипсиса. Понимая, что Клементина не выживет одна, он берёт её с собой, чтобы защитить, надеясь, что они смогут найти её родителей. В конце концов он отправляется с ней на ферму Хершела Грина, где они встречают рыбака по имени Кенни, его жену Катю и сына Дака. После несчастного случая с ходячими, которые убили сына Хершела, Шона, пятёрку прогоняет с фермы убитый горем хозяин. Затем они встречаются с другими выжившими, образуя с ними небольшую группу. Ли скрывает свою историю. Узнав о судьбе своей семьи в Мейконе, Ли берёт на себя роль отца Клементины.
Проведя три месяца в мотеле с истощающимися запасами, группа знакомится с семьёй Сент-Джона, которая приглашает их пообедать на их семейную молочную ферму. Группа отправляет делегацию на ферму Сент-Джона, чтобы проверить, можно ли им доверять. Ли обнаруживает, что Сент-Джоны занимаются каннибализмом, и понимает, что они планируют убить и съесть его группу. Им удаётся уйти от Сент-Джонов. Затем группа вынуждена бежать из мотеля от бандитов и на поезде отправиться в Саванну. По пути Ли начинает помогать Клементине овладеть навыками выживания, например, как пользоваться пистолетом и почему ей нужно не отращивать длинные волосы. Когда они приближаются к городу, рация Клементины срабатывает, и неизвестный голос, знающий о деяниях Ли в прошлом, обещает Клементине, что она будет в безопасности с ним.
В Саванне выжившие ищут лодку и припасы, чтобы бежать с материка. Они сталкиваются с другими выжившими, в том числе с доктором Верноном и молодой женщиной по имени Молли, которые могут помочь подготовить лодку к путешествию. Вернон уходит, но считает, что Ли — неподходящий опекун для Клементины. На следующее утро Ли просыпается и обнаруживает, что Клементина исчезла. Пока он искал её, на него напал зомби и укусил. Несмотря на недостаток времени, Ли и другие выжившие ищут Клементину. Сначала они полагают, что её похитил Вернон. Однако мужчина по рации сообщает, что это он похитил Клементину и находится в отеле, в котором были её родители. В теперь заброшенном убежище группы Вернона, Ли получает возможность ампутировать укушенную руку. В любом случае Ли и группа могут уйти из больницы, но после возвращения домой они обнаруживают, что лодку украл Вернон и его группа. Вскоре после этого на дом нападают ходячие, и группа убегает на чердак, где в конечном итоге находит выход. Есть пострадавшие, и Ли разделяется с Омидом и Кристой. В ужасном состоянии Ли добирается до отеля и встречает похитителя Клементины, который объясняет, что группа Ли ранее украла продукты из машины его семьи, что в конечном итоге привело к смерти его жены и детей. Затем он ставит под сомнение и другие решения Ли, независимо от того, участвовал ли он в том, чтобы забрать провизию из машины. В конечном итоге он ругает Ли и планирует убить его, чтобы забрать Клементину и заботиться ней как о своей дочери. Клементина помогает Ли справиться с врагом и убить его. Они выходят из отеля и видят зомбированных родителей Клементины. После этого Ли теряет сознание.
Когда Ли просыпается, он теряет силы и едва может оставаться в сознании. Клементина затащила его в безопасное место. Поскольку у него мало времени, Ли даёт Клементине ключи и пистолет, чтобы она могла сбежать из города, и говорит ей найти Омида и Кристу. Игрок может выбрать, чтобы Ли сказал Клементине: либо стрелять в него, чтобы предотвратить его превращение в зомби; либо ничего не делать и оставить его, чтобы он стал ходячим (выбор остаётся за игроком).

### The Walking Dead: Season Two
Ли появляется во сне, который видела Клементина после того, как потеряла сознание от выстрела во время событий последнего эпизода второго сезона. Во сне происходит то время, когда группа сбежала из мотеля после того, как Лилли убила Карли или Дага (в зависимости от выбора). Клементина вспоминает совет, который Ли дал ей о том, как научиться выживать и справляться в этой новой реальности.

### The Walking Dead: The Final Season
Ли появляется в ещё одном сне во время событий третьего эпизода последнего сезона. Клементине снится поезд, везущий её и Ли до Саванны. Ли помогает Клементине обрести уверенность, которая необходима ей, чтобы возглавить атаку на группу рейдеров во главе с Лилли для спасения её друзей.

## Концепция и создание
Впервые Ли появился в эпизодической видеоигре 2012 года «The Walking Dead: The Game» в качестве игрового персонажа. Его озвучил Дэйв Фенной. Сценарий к персонажу был написан несколькими людьми, включая Гэри Уитту в четвёртом эпизоде. Фенной получил письмо о прослушивании по электронной почте. После его завершения ему позвонили, подтвердив, что он получил роль. На прослушивании актёров просили изобразить персонажа «очень реальным» образом, это является частью замысла в создании Ли, который привлёк Фенноя. Он назвал Ли «сложным» из-за его криминального прошлого, его заботы о безопасности Клементины и того факта, что он общается с людьми, которых, возможно, не встретил бы без зомби-апокалипсиса. Он также добавил, что наличие у него собственного ребёнка помогло ему понять отношения Ли и Клементины. Уитта описал их отношения как «эмоционально достоверные». Дэн Коннорс, генеральный директор Telltale Games, сравнил Ли Эверетта с Риком Граймсом, главным героем комиксов и сериала «Ходячие мертвецы». Он называл его одновременно крутым и умным, но при этом заботливым. Он также назвал его «отражением выбора игрока». Дизайнер и сценарист Telltale Games Харрисон Пинк отметил, что важно сделать всё, что Ли говорит, правдоподобным, и что Ли — «человек» с «реальными потребностями, реальными страхами и реальными желаниями». Хотя разработчики хотели позволить игрокам выбирать, что говорит Ли, все варианты — это то, что Ли реально сказал бы.

## Отзывы и критика
Ли получил признание критиков и фанатов. Колин Кэмпбелл из IGN написал статью, в которой подробно описал, почему Ли «действительно так важен». Он объясняет, что причина, по которой игра так хороша, заключается в том, что Ли обладает множеством замечательных качеств, таких как хорошее и скромное отношение к своим способностям. Он также описывает его как «простого человека». Также на IGN Грег Миллер написал, почему ему нравится игра; он написал, что чувствовал, как действительно участвовал в развитии Ли. В Polygon Ли и Клементину включили в число 70 лучших персонажей видеоигр 2010-х годов, а Колин Кэмпбелл написал в публикации: «Ли — сбежавший осуждённый посреди зомби-апокалипсиса, который нашёл себя в заботе за напуганной уязвимой девочкой по имени Клементина. Более поздние сезоны показывают, что Клементина в долгу перед Ли и уроками, которые она извлекла из своего грозного наставника. Это персонажи, которых искренне любят их многочисленные поклонники». Кирк Гамильтон из Kotaku пишет, что он больше заинтересован в том, чтобы увидеть, как развивается Ли, нежели чем Рик Граймс, главный герой комиксов и сериала «Ходячие мертвецы». Джон Уокер из Rock Paper Shotgun написал, что Ли был обычным персонажем в художественной литературе о зомби. Эмили Ричардсон из The Daily Telegraph отмечает «таинственный и сложный» характер Ли. В GamesRadar Ли назвали 84-м лучшим героем видеоигр. Они сослались на его храбрость и преданность Клементине. Дэйв Фенной получил хорошие отзывы за роль Ли от Алана Данзиса из New York Post. Фенной был номинирован на премию «Лучшая мужская роль» на церемонии Spike TV Video Game Awards и в категории «Исполнение» на церемонии вручения премии Британской Академии в области видеоигр в 2013 году. Персонаж Ли получил награду «Выдающееся исполнение персонажа» на саммите D.I.C.E. в 2013 году.

### Комментарии
1. ↑  Это узнаётся из эпизода «Новый день», когда Ли отвечает Клементине по рации, сколько ему лет.